# Plebeia fulvopilosa
Plebeia fulvopilosa är en biart som beskrevs av Ayala 1999. Plebeia fulvopilosa ingår i släktet Plebeia och familjen långtungebin. Inga underarter finns listade i Catalogue of Life.